# 2000年夏季奥林匹克运动会
第二十七届夏季奥林匹克运动会（英語：the Games of the XXVII Olympiad），一般稱為雪梨奧運會，於2000年9月15日至10月1日在澳洲悉尼举行，此乃奧運史上，繼1956年墨爾本奧運會后第二次由澳洲舉辦的奧運會，也是南半球第二次舉辦奧運會，全球199个国家和地区的11,000多名运动员参加了28个大项、300个小项的角逐。該屆奧運會開幕式主題曲為澳洲女歌手 Tina Arena 主唱的「The Flame」，閉幕式主題曲由澳洲團體 Savage Garden 主唱的 「Affirmation」。

## 背景
雪梨於1993年击败曼彻斯特、柏林、伊斯坦堡和北京而赢得主办权。該次奥运会在场馆建设、运动员与媒体服务、赛程安排方面都十分优秀，再次被国际奥委会主席萨马兰奇誉为“是有史以来最好的一届奥运会”。
| 第二十七屆奧林匹克運動會申辦結果 1993年9月23日於摩納哥蒙地卡羅 | 第二十七屆奧林匹克運動會申辦結果 1993年9月23日於摩納哥蒙地卡羅 | 第二十七屆奧林匹克運動會申辦結果 1993年9月23日於摩納哥蒙地卡羅 | 第二十七屆奧林匹克運動會申辦結果 1993年9月23日於摩納哥蒙地卡羅 | 第二十七屆奧林匹克運動會申辦結果 1993年9月23日於摩納哥蒙地卡羅 | 第二十七屆奧林匹克運動會申辦結果 1993年9月23日於摩納哥蒙地卡羅 |
| -------------------------------------------------------------- | -------------------------------------------------------------- | -------------------------------------------------------------- | -------------------------------------------------------------- | -------------------------------------------------------------- | -------------------------------------------------------------- |
| 城市                                                           | 國家                                                           | 第一輪                                                         | 第二輪                                                         | 第三輪                                                         | 第四輪                                                         |
|                                                                |                                                                | 30                                                             | 30                                                             | 37                                                             | 45                                                             |
| 北京                                                           | 中国                                                           | 32                                                             | 37                                                             | 40                                                             | 43                                                             |
| 曼徹斯特                                                       | 英国                                                           | 11                                                             | 13                                                             | 11                                                             | -                                                              |
| 柏林                                                           | 德国                                                           | 9                                                              | 9                                                              | -                                                              | -                                                              |
| 伊斯坦堡                                                       | 土耳其                                                         | 7                                                              | -                                                              | -                                                              | -                                                              |

## 焦點
- 香港首次以中國香港的名義參加奧運會。

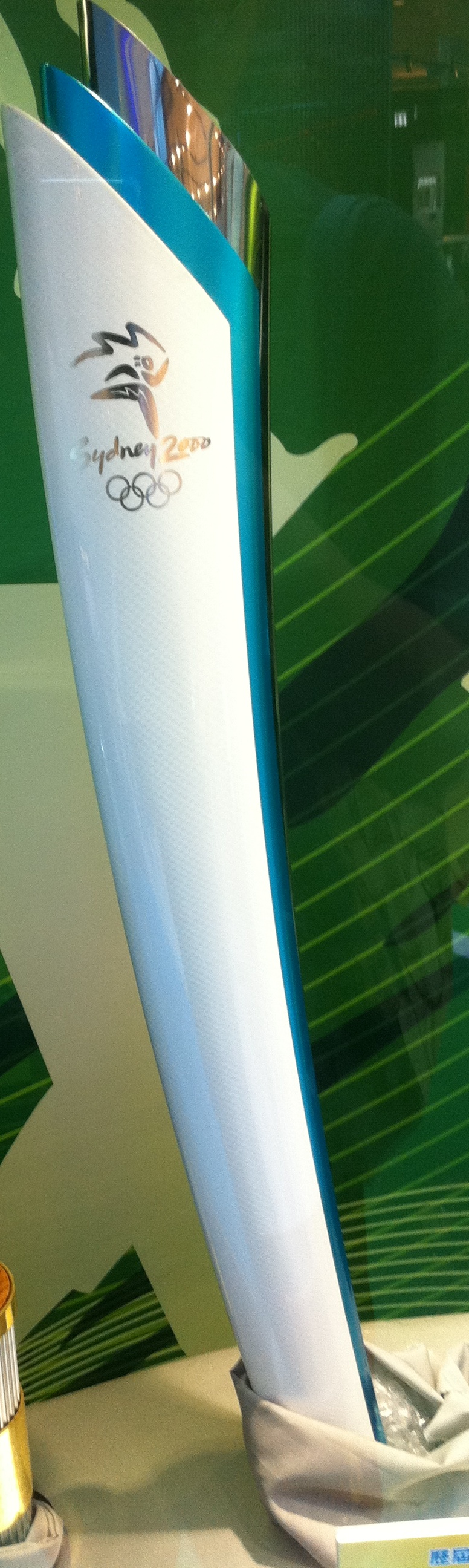
2000年夏季奧運會火炬

- 女子舉重、女子水球、雙人跳水、三項鐵人、跆拳道正式成為奧運比賽項目。
- 中國謊報體操選手董芳霄達到最低參賽年齡16歲但實際卻只有14歲。2010年4月28日國際奧會取消中國女子體操隊銅牌，中國奧委會表示接受制裁。
- 美國女田徑選手马里恩·琼斯原本於奧運田徑賽中勇奪三面金牌及兩面銅牌，但當她於2007年10月初，承認曾於賽前服用類固醇後，便宣佈退還有關獎牌及退役。
- 本屆是二十世紀所舉行的最後一屆奧運會。

## 比赛项目

参赛国家及地区分布

本届奥运会共28个大项300个小项。
|  | - 足球 - 篮球 - 排球 - 室内排球 - 沙滩排球 - 田径 - 水上项目： - 游泳 - 花样游泳 - 跳水 - 水球 - 射击 |  | - 体操 - 体操 - 蹦床 - 艺术体操 - 羽毛球 - 网球 - 手球 - 棒球 - 垒球 - 曲棍球 - 举重 |  | - 摔跤 - 拳击 - 柔道 - 跆拳道 - 击剑 - 射箭 - 帆船 - 赛艇 - 皮划艇 - 自行车 - 马术 - 现代五项 - 铁人三项 |

## 参赛国家及地区
199个国家及地区参加了2000年的雪梨奥运会。首次参加本届奥运会的国家有：厄立特里亚、密克罗尼西亚、帕劳，以及来自东帝汶的以个人名义报名参赛的运动员。
| - 希腊（140） - 阿尔巴尼亚（4） - 阿尔及利亚（47） - 美属萨摩亚（5） - 安道尔（5） - 安哥拉（30） - 安提瓜和巴布达（3） - 阿根廷（143） - 亚美尼亚（25） - 阿鲁巴（5） - 奥地利（92） - 阿塞拜疆（29） - 巴哈马（25） - 巴林（4） - （4） - 巴巴多斯（18） - 白俄罗斯（139） - 比利时（68） - 伯利兹（2） - （4） - 百慕大（6） - 不丹（2） - 玻利维亚（5） - 波斯尼亚和黑塞哥维那（9） - 博茨瓦纳（7） - 巴西（205） - （1） - 汶莱（1） - 保加利亚（91） - 布基纳法索（2） - 布隆迪（6） - 柬埔寨（4） - 喀麦隆（34） - 加拿大（294） - 佛得角（2） - 开曼群岛（3） - 中非共和国（3） - （2） - 智利（50） - 中国（271） - 哥伦比亚（44） - 科摩罗（2） - 刚果民主共和国（3） - 刚果共和国（4） - 库克群岛（3） - 哥斯达黎加（7） - 科特迪瓦（14） - 克罗地亚（88） | - 古巴（229） - 塞浦路斯（22） - 捷克（119） - 丹麦（97） - 吉布提（2） - 多米尼克（4） - （13） - 厄瓜多尔（10） - 埃及（89） - 萨尔瓦多（8） - 赤道几内亚（4） - 厄立特里亚（3） - 爱沙尼亚（33） - 埃塞俄比亚（26） - 斐济（7） - 芬兰（70） - 法国（336） - 加蓬（5） - 冈比亚（2） - （36） - 德国（422） - （22） - 英国（332） - 格林纳达（3） - 关岛（7） - 危地马拉（15） - 几内亚（6） - 几内亚比绍（3） - 圭亚那（4） - 海地（5） - 洪都拉斯（20） - 中国香港（31） - 匈牙利（178） - 冰岛（18） - 印度（65） - 印度尼西亚（47） - 伊朗（35） - 伊拉克（4） - 爱尔兰（64） - 以色列（39） - 意大利（361） - 牙买加（48） - 日本（266） - 约旦（8） - （130） - （56） - 朝鲜（31） - 韩国（281） - 科威特（29） - （18） | - 老挝（3） - 拉脱维亚（45） - 黎巴嫩（6） - 莱索托（6） - 利比里亚（8） - 利比亚（3） - 列支敦士登（2） - 立陶宛（61） - 卢森堡（7） - 马其顿（8） - 马达加斯加（11） - 马拉维（2） - 马来西亚（40） - 马尔代夫（4） - （5） - 马耳他（7） - 毛里塔尼亚（2） - 毛里求斯（20） - 墨西哥（78） - 密克罗尼西亚（5） - 摩尔多瓦（34） - 摩纳哥（4） - 蒙古（20） - 摩洛哥（55） - 莫桑比克（5） - 缅甸（7） - 纳米比亚（12） - （2） - 尼泊尔（5） - 荷兰（243） - （7） - 新西兰（151） - 尼加拉瓜（6） - （4） - 尼日利亚（83） - 挪威（95） - 阿曼（6） - 巴基斯坦（26） - 帕劳（5） - 巴勒斯坦（2） - 巴拿马（6） - 巴布亚新几内亚（5） - 巴拉圭（5） - 秘鲁（21） - 菲律宾（21） - 波兰（187） - 葡萄牙（62） - 波多黎各（29） - （17） - 罗马尼亚（145） | - 俄罗斯（435） - 卢旺达（5） - 圣基茨和尼维斯（2） - 圣卢西亚（5） - 圣文森特和格林纳丁斯（4） - 萨摩亚（5） - 圣马力诺（4） - 圣多美和普林西比（2） - 沙特阿拉伯 - 塞内加尔（26） - 塞舌尔（9） - （3） - 新加坡（14） - 斯洛伐克（114） - 斯洛文尼亚（74） - 所罗门群岛（2） - 索马里（2） - 南非（127） - 西班牙（326） - 斯里兰卡（18） - 苏丹（3） - 苏里南（4） - （6） - 瑞典（149） - 瑞士（105） - 叙利亚（8） - 中华台北（74） - （4） - 坦桑尼亚（4） - 泰国（52） - 多哥（3） - （3） - 特立尼达和多巴哥（19） - 突尼斯（47） - 土耳其（57） - （8） - 乌干达（13） - 乌克兰（230） - 阿拉伯联合酋长国（4） - 美国（586） - 乌拉圭（14） - （70） - 瓦努阿图（3） - 委内瑞拉（50） - 越南（7） - （9） - 也门（2） - 南斯拉夫（111） - 赞比亚（8） - 津巴布韦（16） - （632）（主辦國） |

- 獨立奧林匹克運動員

## 开幕式
全球大约三十亿人收看了本届奥运会的开幕式，全球共有199个国家和地区参与了本次运动会，唯一缺席的会员是阿富汗。运动员进场的仪式中最受注目的是朝鲜和韩国两国运动员在統一旗（白底水藍色朝鮮半島圖樣的旗幟）下一同入场。东帝汶首次派出四名运动员参加奥运会，虽然他们还只能在奥运会旗下入场。澳洲总督威廉·帕特里克·迪恩宣布运动会开始。
仪式的最后一个项目是点燃奥运圣火。澳洲的400米赛跑选手、澳洲原住民人凯茜·弗尔曼被选为火炬接力的最后一棒，点燃圣火。

## 獎牌榜
*   主办国家/地区
| 排名                      | 国家 / 地区               | 金牌 | 銀牌 | 銅牌 | 总计 |
| ------------------------- | ------------------------- | ---- | ---- | ---- | ---- |
| 1                         | 美国（USA）               | 37   | 24   | 32   | 93   |
| 2                         | 俄罗斯（RUS）             | 32   | 28   | 29   | 89   |
| 3                         | 中国（CHN）               | 28   | 16   | 14   | 58   |
| 4                         | （AUS）*                  | 16   | 25   | 17   | 58   |
| 5                         | 德国（GER）               | 13   | 17   | 26   | 56   |
| 6                         | 法国（FRA）               | 13   | 14   | 11   | 38   |
| 7                         | 意大利（ITA）             | 13   | 8    | 13   | 34   |
| 8                         | 荷兰（NED）               | 12   | 9    | 4    | 25   |
| 9                         | 古巴（CUB）               | 11   | 11   | 7    | 29   |
| 10                        | 英国（GBR）               | 11   | 10   | 7    | 28   |
| 11–80                     | 查看剩余部分              | 114  | 138  | 167  | 419  |
| 总计（共80个国家 / 地区） | 总计（共80个国家 / 地区） | 300  | 300  | 327  | 927  |